# Liste des gouverneurs de Bretagne

## Description
Le titre de gouverneur était donné pour les représentants du roi de France ou d'Angleterre en Bretagne lorsque celle-ci fut, sous différentes périodes de son histoire, sous le contrôle militaire de ces derniers.
Sous les ducs de Bretagne, les gouverneurs de cette « province » et des villes n'étaient point perpétuels. Ils n'étaient ordinairement institué que dans des temps de guerres ou d'absence du duc, et ils cessaient, lorsque la nécessité qui les avait fait établir, cessait aussi.
Nominoë, le même qui dans la suite, se fit souverain en Bretagne, fut le premier « gouverneur » de cette province vers l'an 818.

## Liste

### Lesmissus imperatorisdesCarolingiens
| Date          | Missus imperatoris              | Armoiries | Commentaire |
| ------------- | ------------------------------- | --------- | --- |
| vers l'an 818 | Nominoë (°v.800 - † 7 mars 851) |           | Nommé missus imperatoris par l'empereur Louis le Débonnaire. Nominoë établi un pouvoir central, devient potentat de Bretagne (ducatus ipsius gentis) et nomme à son tour des missi dominici. Se fit, par la suite, de facto « roi » de Bretagne. |

Autonome, la Bretagne, durant les cinq siècles suivant n'eut d'autres gouverneurs que ses propres souverains.

### Guerres de succession de Bretagneetde Cent Ans
| Date               | Gouverneur                                                                                    | Armoiries | Allégeance           | Commentaire |
| ------------------ | --------------------------------------------------------------------------------------------- | --------- | -------------------- | --- |
| 1341 (novembre)    | Robert VIII Bertrand, baron de Bricquebec, vicomte de Roncheville (°1285 - † 1348)            |           | Royaume de France    | Maréchal de France. Capitaine pour le Roi en Bretagne (novembre 1341), après la mort du duc Jean III, avant l'arrêt de Conflans en faveur de Charles de Blois, contre le duc Jean de Montfort (1294-1345). |
| 1346               | Sir Thomas Dagworth ( † 1352)                                                                 |           | Royaume d'Angleterre | Nommé par Édouard III, roi d'Angleterre, tuteur du duc Jean IV, dit le Conquérant. |
| vers 1348          | William de Bohun, comte de Northampton (°v.1312 - † 1360)                                     |           | Royaume d'Angleterre | Nommé par Édouard III, roi d'Angleterre. |
| vers 1352          | Jean Avenel                                                                                   |           |                      | |
| 1355               | Thomas Holland, comte de Kent ( † 1360)                                                       |           | Royaume d'Angleterre | Lieutenant du roi en Bretagne, nommé par Édouard III, roi d'Angleterre. |
| 1356               | Henri de Grosmont, duc de Lancastre (°1299 - † 1361) (avec Jean de Montfort, duc de Bretagne) |           | Royaume d'Angleterre | Gouverneurs de Bretagne institués par Édouard III, roi d'Angleterre. |
| 1359               | Robert de Herle (en) et « Jean de Buckingham »                                                |           | Royaume d'Angleterre | Gouverneur des Cinq-Ports Nommés par Édouard III, roi d'Angleterre. |
| 1368-1370          | William, 4e baron Latimer (1330 † 1381)                                                       |           | Royaume d'Angleterre | Nommé par Édouard III, roi d'Angleterre, gouverneur militaire de Bécherel en 1368 puis en 1370, de Saint-Sauveur-le-Vicomte.                                                                               |
| 1373 (18 décembre) | Louis Ier, duc d'Anjou (°1339 - † 1384)                                                       |           | Royaume de France    | Établi lieutenant général de Bretagne bretonnante et Bretagne gallo, par lettres de Charles V, le duc Jean IV de Bretagne ayant passé en Angleterre.                                                       |
| 1374               | Edmond, comte de Cambridge (°1341 - † 1402) (avec le duc Jean IV de Bretagne)                 |           | Royaume d'Angleterre | Établis capitaines de Bretagne par Édouard III, roi d'Angleterre. |

### «Souveraineté bretonne»
| Date                      | Gouverneur                                                                           | Armoiries | Allégeance                          | Commentaire |
| ------------------------- | ------------------------------------------------------------------------------------ | --------- | ----------------------------------- | --- |
| 1382 (9 juin)             | Guy XII, seigneur de Laval, vicomte de Rennes, baron de Vitré, etc. (°1327 - † 1412) |           | Duché de Bretagne                   | Le duc étant réconcilié avec la France, accompagna le roi Charles VI, en 1382, dans son expédition de Flandre. Avant son départ, il donna commission au sire de Laval, par lettres scellées le 22 juillet de la même année, de gouverner la Bretagne en qualité de son lieutenant-général, avec pouvoir d'agir comme sa propre personne, de donner des grâces, d'établir des gouverneurs et des capitaines dans toutes les places, d'accorder des trêves. En 1404, curateur du duc Jean IV de Bretagne depuis la mort du père de celui-ci, Guy XII est déchargé de ses fonctions par le jeune duc Jean le Bon par lettres-patentes du 14 janvier. |
| 1402                      | Philippe II, duc de Bourgogne (°1342 - † 1404)                                       |           | Duché de Bretagne Royaume de France | Oncle et tuteur du duc Jean V de Bretagne. |
| 1420                      | Alain VIII, vicomte de Rohan ( † 1429)                                               |           | Duché de Bretagne                   | Gouverneur pendant la détention duc Jean V de Bretagne par le parti pro-Penthièvre. |
| 1447 & 1449 (4 septembre) | Pierre, comte de Guingamp (°1418 - † 1457)                                           |           | Duché de Bretagne                   | Lieutenant du duc François Ier durant ses voyages vers le roi de France. |
| 1472 (24 mai)             | Guy XIV, comte de Laval (°1406 - † 1486)                                             |           | Duché de Bretagne                   | Nommé lieutenant général par tout le Duché par mandement d'institution. |
| 1488                      | Jean IV de Chalon-Arlay, prince d'Orange (°1443 - † 1502)                            |           | Duché de Bretagne Royaume de France | Gouverneur institué par le duc François II en l'an 1488. Il continua sous la duchesse Anne après la mort du duc, et sous Charles VIII, par lettres de 1492. |
| avant 1525                | Charles IV, duc d'Alençon (°1489 - † 1525)                                           |           | Duché de Bretagne Royaume de France | |
| 1525                      | Guy XVI, comte de Laval (°1476 - † 1531)                                             |           | Duché de Bretagne Royaume de France | Amiral et lieutenant général de Bretagne sous le duc d'Alençon en 1510 et gouverneur à sa mort par lettres du roi François Ier du 27 août 1526. |
| 1531 (9 juin)             | Jean de Laval, baron de Châteaubriant (°1486 - † 1543)                               |           | Duché de Bretagne Royaume de France | Amiral et lieutenant général de Bretagne, il reçut en cette qualité au mois d'août 1532, le roi François Ier, la reine Éléonore, et le dauphin François III, duc de Bretagne, lors de leur entrée à Nantes. |

### Après letraité d'union de 1532
| Date               | Gouverneur                                                                             | Armoiries | Allégeance        | Commentaire |
| ------------------ | -------------------------------------------------------------------------------------- | --------- | ----------------- | --- |
| 1542 (25 février)  | Jean de Bretagne, seigneur de Brosse, comte de Penthièvre, duc d'Étampes ( † 1565)     |           | Royaume de France | Institué par lettres du 25 février 1542, il fit son entrée à Nantes le 8 avril suivant et entra à la cour le 10 septembre 1555. |
| 1562 (20 mars)     | Sébastien de Luxembourg, duc de Penthièvre, vicomte de Martigues ( † 1569)             |           | Royaume de France | Neveu du précédent, institué gouverneur par lettres du 20 mars 1562. Il présenta au Parlement ses provisions le 18 mai 1564, entra à la Cour le 13 avril 1565, vint à Nantes le 2 juin suivant et fit le 4 juin son entrée solennelle... |
| 1569               | Louis III de Bourbon-Vendôme, souverain de Dombes, duc de Montpensier (°1513 - † 1582) |           | Royaume de France | Nommé en 1569, le maire et les échevins de Nantes lui en firent compliment aussitôt. Il leur fit une réponse le 14 janvier 1570. Il reçut ses lettres de gouverneur le 20 mars suivant, fit son entrée à Nantes le 23 décembre 1572, entra à la Cour le 3 mai 1578. Il existe une lettre de lui du lendemain de la Saint-Barthélemy (24 août 1572), où il exhortait de faire à Nantes ce qu'on avait fait à Paris. Il ne fut pas obéi.                                                                                    |
| 1582               | Philippe-Emmanuel de Lorraine, duc de Mercœur (°1558 - † 1602)                         |           | Royaume de France | Nommé par lettres du 5 septembre 1582, sur démission de Louis de Bourbon, il fut confirmé le 11 octobre suivant. Ce gouverneur fit son entrée à Nantes le 1er septembre 1583, entra à la Cour le 22 novembre. Le roi Henri III révoqua le duc de Mercœur le 18 avril 1589 mais le duc continua de se dire Gouverneur de Bretagne jusqu'en avril 1598. Moyennant une grosse pension, il se démit en faveur de César, duc de Vendôme, fils de Henri IV. Il était gendre de M. de Martigues, et beau-frère du roi Henri III. |
| 1589               | Henri de Bourbon, Prince de Dombes (°1573 - † 1608)                                    |           | Royaume de France | Petit-fils du duc de Montpensier, pourvu en survivance le 27 mars 1575 et nommé le 24 avril 1589. Lieutenant général de Bretagne, il reçut ses lettres le 14 août suivant et entra à la Cour le même jour. Ses lettres ne lui donnent point la qualité de gouverneur, et le duc de Mercœur après cette nomination, fit frapper sur sa terre de Penthièvre des quarts d'écu, avec l'inscription Pro Christo et Rege 1589.                                                                                                  |
| 1598 (avril)       | César, duc de Vendôme (°1594 - † 1665)                                                 |           | Royaume de France | Fils naturel d'Henri IV, nommé à Nantes au mois d'avril 1598, il reçut ses lettres le 14 mai suivant, entra à la Cour le 27 septembre 1608, et fit son entrée à Nantes le 27 octobre suivant. Il se démit en 1626. |
| 1626 (3 juillet)   | Pons de Lauzières-Thémines (°1553 - † 1627)                                            |           | Royaume de France | Maréchal de France, nommé le 3 juillet 1626, confirmé le 19 janvier 1627, entra à la Cour le 27 avril et fit son entrée à Nantes le 20 mai. Il mourut à Auray au mois d'octobre de la même année. |
| 1627               | Armand Jean du Plessis, cardinal et duc de Richelieu (°1553 - † 1627)                  |           | Royaume de France | Nommé en l'an 1627, confirmé le 17 avril 1632. Il mourut au mois de décembre 1642 sans être entré en Bretagne depuis sa nomination au Gouvernement. |
| 1643               | Charles de La Porte                                                                    |           | Royaume de France | Lieutenant général pour Richelieu, il est nommé gouverneur pour Anne d'Autriche. |
| 1643               | Anne d'Autriche, régente (°1601 - † 1666)                                              |           | Royaume de France | Mère de Louis XIV, nommée gouvernante à la demande des États de Bretagne en l'an 1643, confirmée les 13 et 16 juillet 1647. Charles de La Porte, duc de la Meilleraye, maréchal de France et gouverneur militaire de Nantes, fut le lieutenant général de la reine gouvernante, et à la suite de sa démission en l'an 1656, son fils unique Armand de La Porte, et après lui, Charles d'Albert d'Ailly, duc de Chaulnes. La reine mourut au mois de janvier 1666 et la Bretagne fut durant 4 ans sans gouverneur.         |
| 1666               | Armand-Charles de La Porte de La Meilleraye                                            |           | Royaume de France | Fils de Charles de La Porte, duc de La Meilleraye. Il est ensuite nommé gouverneur d'Alsace. |
| 1670               | Charles d'Albert d'Ailly, duc de Chaulnes (°1625 - † 1698)                             |           | Royaume de France | Pourvu le 24 juillet 1670, confirmé le 20 octobre suivant, entra à la Cour le 4 mai 1675, et se démit l'an 1695. Il parut plusieurs fois à Nantes sans y avoir fait d'entrée solennelle. |
| 1695 (26 mars)     | Louis-Alexandre de Bourbon, comte de Toulouse (°1678 - † 1737)                         |           | Royaume de France | Gouverneur de Bretagne par lettres du 26 mars 1695, sur la démission du duc de Chaulnes. Il passa à Nantes le 17 avril 1704, allant à Brest, et logea à l'évêché. Il se démet le 2 décembre 1736. |
| 1736 (31 décembre) | Louis Jean Marie de Bourbon, duc de Penthièvre (°1725 - † 1793)                        |           | Royaume de France | Fils du précédent, il fit son entrée à Nantes le 7 février 1747, à sept heures du soir. |
| 1738 (4 mai)       | Louis, duc d'Orléans (°1703 - † 1752)                                                  |           | Royaume de France | Pendant la minorité du précédent. |

## Sources
- Jean Duquesne Dictionnaire des Gouverneurs de Province éditions Christian, Paris 2002, (ISBN 9782864960997) « Bretagne (18 titulaires) » p. 191-194.
- Jean-Joseph Expilly, Dictionnaire géographique, historique et politique des Gaules et de la France, vol. 6, Desaint et Saillant, 1770 (lire en ligne) ;